# Karina Milei
Karina Elizabeth Milei (Buenos Aires, 28 marzo 1972) è una politica argentina, dal 10 dicembre 2023 Segretaria Nazionale della Presidenza della Nazione Argentina dopo la designazione da parte del fratello, il presidente Javier Milei.
È stata a capo della campagna presidenziale di suo fratello durante le elezioni del 2023. Javier Milei si riferisce spesso a lei come "Il Boss" ("El Jefe" in spagnolo, usando la forma maschile del sostantivo invece di quella femminile "La Jefa"), evidenziandola sempre come una delle sue principali consigliere.

## Biografia
È nata a Buenos Aires nel 1972, due anni dopo suo fratello. Sono gli unici figli nati dal matrimonio di Norberto Milei e Alicia Lucich. Javier rimase lontano dai suoi genitori, essendo Karina l'unico membro della famiglia con cui mantenne i contatti per molti anni. Secondo la CNN e la BBC, Javier ha sofferto di bullismo e violenza domestica. Karina era a quel tempo l'unico supporto psicologico durante la sua infanzia.  Nonostante l'ermetismo di Karina, in alcune interviste Javier ha confermato alcuni aspetti del suo rapporto con lei. Ha dichiarato che il padre lo ha sottoposto a violente percosse e ha cercato di chiedere protezione a sua sorella. Javier paragonò sua sorella a Mosè, affermando: "Lei è Mosè, io sono solo un divulgatore".
Ha conseguito una laurea in pubbliche relazioni presso l'Università Argentina dell'Impresa e ha studiato marketing presso l'Università di Belgrano. Prima di partecipare alla politica con suo fratello, era la sua responsabile finanziaria. Karina ha studiato anche per diventare pasticciera, scultrice e lettrice di tarocchi, attività che svolgeva come hobby e lavoro.
La nomina di Karina a Segretario Generale della Presidenza il 10 dicembre 2023 è stata resa possibile dopo che Javier è stato insediato come Presidente lo stesso giorno e uno dei suoi primi atti è stata la modifica di un decreto approvato dal suo predecessore Mauricio Macri, che vietava la nomina di parenti del presidente a incarichi di Gabinetto.
Non ha figli né un partner conosciuto. Il suo interesse per l'esoterismo, così come il suo rapporto con suo fratello Javier, le voci sulla sua influenza su di lui, sulla sua carriera politica e sulle sue posizioni politiche, hanno attirato molta attenzione dei media in Argentina.